# Generac (Gard)
Generac (en francès Générac) és un municipi francès situat al departament del Gard i a la regió d'Occitània.